# Hrochovití
Do čeledi hrochovitých (Hippopotamidae) patří jen dva žijící druhy – hroch obojživelný a hrošík liberijský. Oba druhy žijí v Africe. Hippopotamus znamená v překladu „říční kůň“. Hroši velmi dobře plavou a chodí pod vodou. Hrošíci liberijští nejsou tolik vázáni na vodu a tráví mnohem více času na souši. Podle nových průzkumů se zdá, že hrochovití jsou pravděpodobně geneticky bližší kytovcům než ostatním sudokopytníkům. Hroch je místy běžný druh, ale hrošík liberijský je ohrožen ničením jeho přirozeného prostředí a lovem.

## Anatomie
Hrochovití se vyznačují mohutným tělem s poměrně malýma nohama. Kůže může být místy až 4 cm tlustá a obsahuje mnoho mazových žláz, které ji udržují vlhkou, a také velké množství tuku, který hrochům pomáhá vznášet se ve vodě. Oči jsou vysoko posazené, stejně tak i uzavíratelné nozdry a uši. Na nohou mají zachované čtyři prsty, které jsou spojené plovacími blánami. Hrochovití mají úplný chrup. Špičáky a řezáky neustále dorůstají a stoličky se vyměňují stejně jako u slonů. U hrochů mohou být dolní špičáky až 30 cm dlouhé. Krátký, ale silný ocas slouží k rozmetávání trusu a moči, a tím si značkují svá teritoria. Dospělý samec hrocha obojživelného může vážit až 4 tuny a je dlouhý i přes 3 metry. Hrošík liberijský je mnohem menší, samci váží kolem 200 kg. Od hrochů se také liší menší hlavou a tmavší kůží. Hrochovití mají jeden žaludek, ale rozdělený na tři komory, což jim umožňuje trávit celulózu.

## Způsob života
Hroši obojživelní tráví většinu času ve vodě. Tvoří stáda vedená vůdčím samcem. Jsou to velmi teritoriální zvířata. Hrošíci žijí v hustých lesích většinou samotářsky nebo v malých skupinkách. Hrochovití jsou býložravci, krmí se hlavně v noci, kdy se chodí pást. Mimo trávy se také živí vodními rostlinami a nepohrdnou ani mršinami. Hrošíci i spadlým ovocem. Samice hrocha rodí po dvouletých intervalech většinou jedno mládě rovnou do vody. Mláďata hrošíků se rodí na souši. Samice jsou březí 200–240 dní. Hroši se v zajetí mohou dožít až 50 let, v přírodě žijí kolem 30 let.
Navzdory některým neoficiálním tvrzením se tito sudokopytníci patrně nedokážou pohybovat rychlostí přes 40 km/h. Přímá pozorování a počítačové modely ukázaly, že maximální rychlost těchto velkých savců činí asi 7 m/s (25,2 km/h).